# Dugena
Dugena fue un fabricante relojes de alemán, fundado en 1917 en la ciudad de Eisenach. La marca ha sobrevivido a la fábrica, y continuaba utilizándose a principios del siglo XXI.

## Historia

### Orígenes

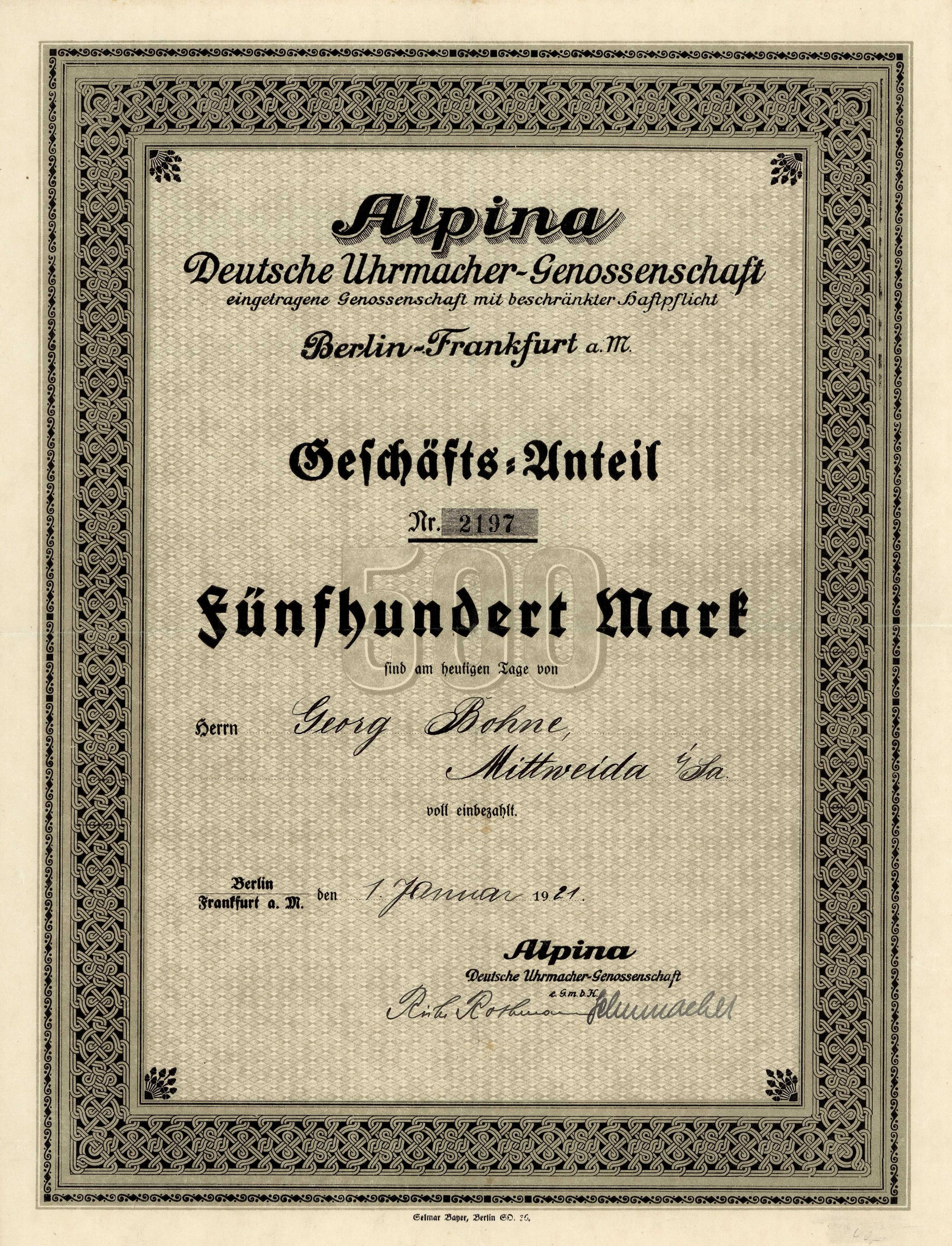
Acción de la Cooperativa Relojera Alemana Alpina (1 de enero de 1921)

Dugena se originó en Berlín en 1899 como un distribuidor de la marca de relojes suiza Alpina. En 1917 se fundó en Eisenach la Asociación General Alemana de Relojeros Alpina (Deutsche Uhrmacher-Genossenschaft Alpina). El acrónimo Dugena se eligió como la futura marca unificada en la asamblea general de la cooperativa celebrada en 1942. El objetivo de la cooperativa era vender relojes selectos y de gran calidad procedentes de Alemania a precios moderados. En 1927 la sede de la empresa se trasladó a Berlín.

### Periodo de posguerra
La marca Dugena no se registró antes de 1942 (aunque otras fuentes indican que hasta 1945) en Darmstadt, donde también se transfirió la sede. El nombre Dugena significa “Cooperativa de relojeros alemanes Alpina” (en alemán Deutsche Uhrmacher-Genossenschaft Alpina). La marca Dugena pasó a usarse tras el final de la Segunda Guerra Mundial, después de que la administración de los aliados prohibió vender los relojes con la marca Alpina en Alemania. El primer logo utilizado por la marca se asemeja gráficamente al de Alpina, es decir, un triángulo rojo con un círculo en el centro, que luego sería reemplazado por tres puntos, antes de ser adoptado nuevamente en su variante original en colecciones posteriores. En 1949 la empresa se trasladó a Darmstadt, donde pasó a ser dirigida por Willi Tempel.
La empresa nunca ha producido movimientos internos, sino que siempre ha utilizado suministrados de terceros (casi siempre suizos), como FHF, Unitas, Buren, ETA, Helvetia, Felsa, Peseux, AS, PUW y muchas otras empresas, entre ellas la firma a partir de la que se originó Dugena, la firma Alpina.
Dugena pronto se consolidó como una de las empresas relojeras más conocidas de Alemania, convirtiéndose, junto con Junghans, Kienzle y ZentRa, en una de las empresas con más relojes fabricados.
Durante las décadas de 1950 y de 1960, algunos de sus relojes automáticos portaban la inscripción "Superautomatic" en la esfera (al igual que también se puede encontrar escrita en las esferas de otras marcas, como Mido, Alsta, Candino, Camy y otras).
En los años 1960 Dugena creó una línea de joyería. Entre 1960 y 1970 también nació la colección deportiva Tropica, que cosechó un gran éxito y se mantuvo en el mercado durante varias décadas. En esos mismos años también se generalizó otra colección deportiva con caja cuadrada biselada: la línea Monza, que ofrece una clara referencia al mundo del motor. En 1967, la empresa contaba con más de 1700 empleados.
En los años 1970 la marca se vendía en más de dos mil tiendas en toda Alemania. En esta década la casa reemplazó el logo histórico por el de tres puntos. Además, la casa también ofrecía relojes mecánicos con esfera digital, con horas y minutos visibles gracias a discos giratorios y no con las clásicas agujas. A principios de la década adoptó en sus relojes el prestigioso movimiento de cronógrafo Valjoux 72 (también montado en el contemporáneo Rolex Daytona), y los más baratos, pero igualmente fiables, Valjoux 7733 y 7734, personalizándolos.
A mediados de la década, Dugena se asoció con la empresa relojera francesa LIP para poder comercializar en Alemania relojes de cuarzo fabricados por el diseñador industrial francés Roger Tallon: el Dugena Lip Mach 2000. El auge comercial de los relojes de cuarzo llevó a la empresa alemana a crear también sus primeros relojes con pantalla de cristal líquido. La búsqueda de novedades estitísticas también se expresó en la producción de relojes con caja transparente. La innovación en el cuarzo no supuso un problema para Dugena, que, siendo una de las empresas relojeras más grandes y sólidas de Alemania, consiguió reconvertir la producción y también aumentar su plantilla, ya que a mediados de los años 1970 contaba con más de dos mil empleados.
En 1993 se convirtió en director Hans-Jörg Seeberger, y se hizo cargo de la compañía a través su holding EganaGoldpfeil, que vendió la marca en 2009 a la recién fundada Nova Tempora Uhren und Schmuck GmbH.